# Escola Secundária Josina Machel

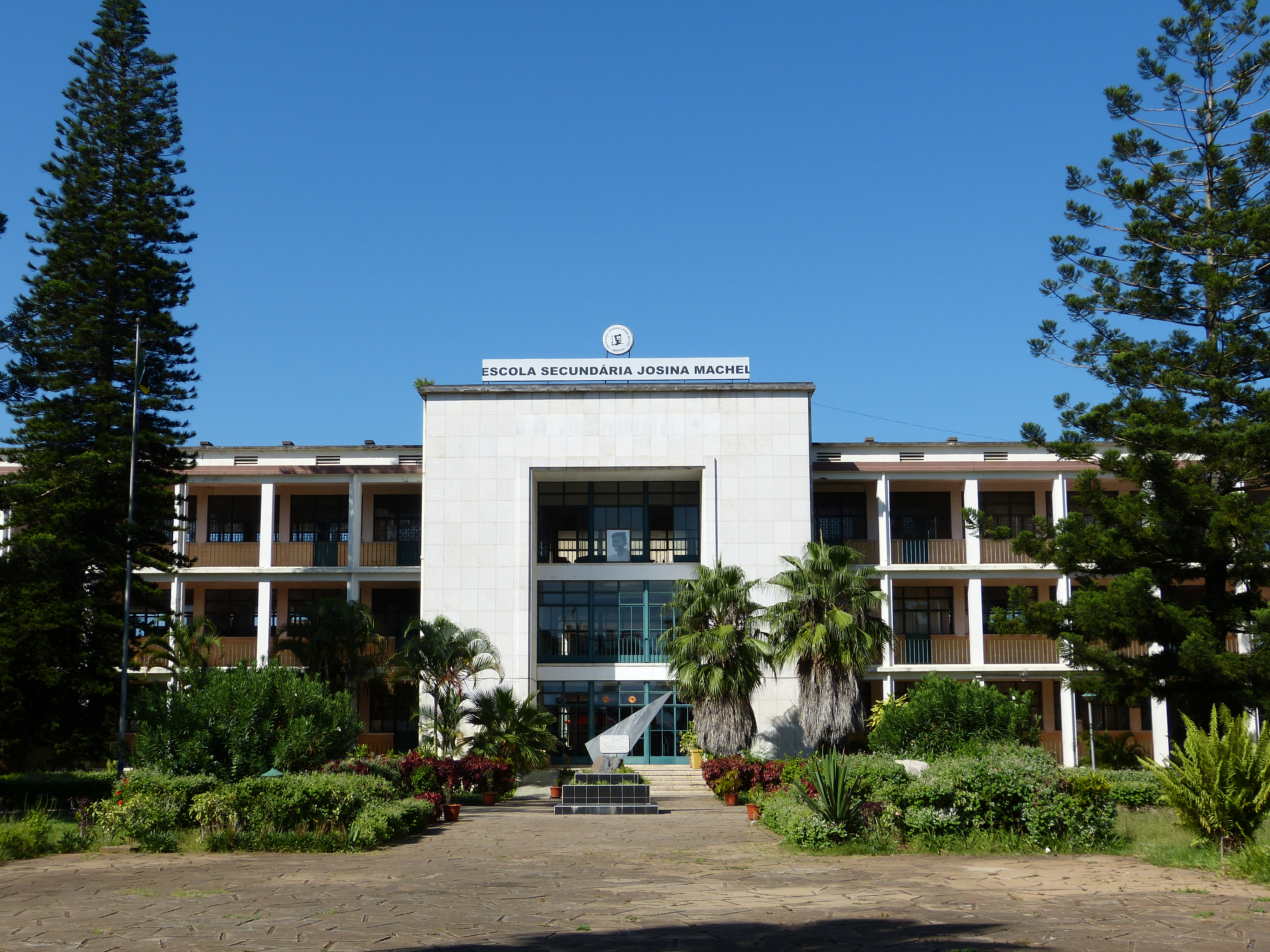
Haupteingang der Escola Secundária Josina Machel zur Avenida Patrice Lumumba

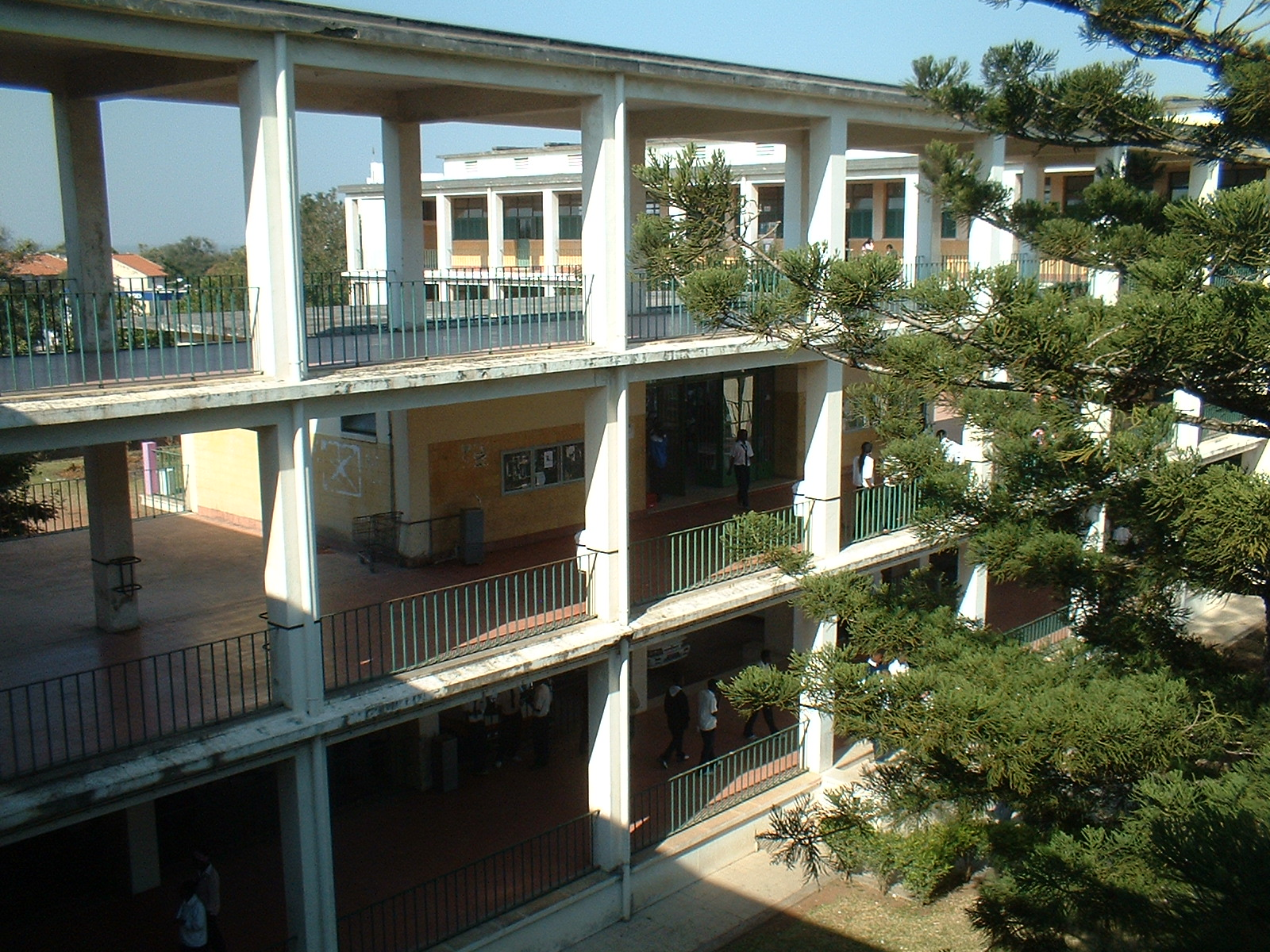
Die 1952 gegründete Schule wurde von José Costa Silva entworfen

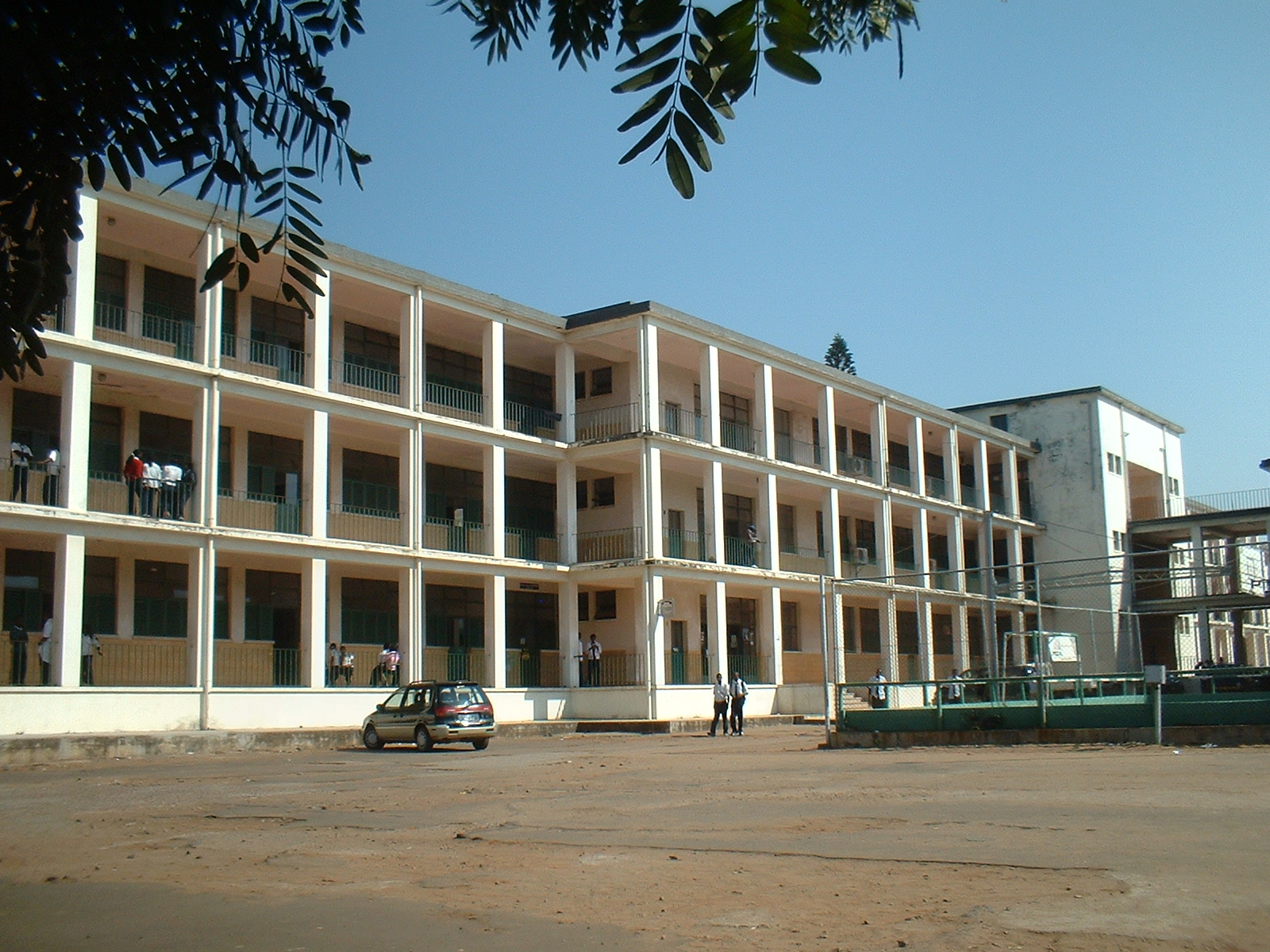
Der Gebäudekomplex der Schule ist gut 9000 Quadratmeter groß

Die Escola Secundária Josina Machel, zu Deutsch „Sekundarschule Josina Machel“, ist eine Sekundarschule im Zentrum der mosambikanischen Hauptstadt Maputo. Die Schule wurde 1952 eröffnet und trug zunächst die Namen Liceu Salazar (für den Teil der Jungenschule) und Liceu D. Ana da Costa Portugal (für die Mädchenschule). Seit 1975 trägt sie den Namen der mosambikanischen Widerstandskämpferin und Feministin Josina Machel.

## Lage
Die Schule befindet sich im zentralen Stadtteil Polana-Cimento A der mosambikanischen Hauptstadt Maputo. Das Schulgelände wird von den Straßen Avenida Tomás Nduda, der Handelsschule (Escola Comercial de Maputo), der Avenidas das Lusíadas sowie der Avenida Patrice Lumumba (mit dem Park Jardim dos Professores) begrenzt. Die offizielle Adresse der Schule ist Avenida Patrice Lumumba 68.

## Geschichte

### Bau und Eröffnung
Mit der Verabschiedung des Ato Colonial und der damit verbundenen Verrechtlichung des Koloniestatus Portugiesisch-Ostafrikas (Mosambiks) wuchs der Zustrom an portugiesischen Siedlern in den 1930er Jahren stark an. Aus diesem Grunde entschied die Kolonialverwaltung 1939 eine neue Sekundarschule zu errichten, da das 1919 errichtete Liceu 5 de Outubro nicht mehr ausreichte. Aufgrund von finanziellen Problemen während des Zweiten Weltkriegs kam es zu Verzögerungen, sodass die Bauarbeiten für das Gebäude erst 1944 beginnen konnten. Die Entwurfsarbeiten übernahm der Architekt José Costa Silva, der auch für zahlreiche andere koloniale Schulbauten in Angola und Mosambik verantwortlich war.
Die Bauarbeiten zogen sich bis August 1952 hin, sodass die Eröffnung der Schule zum Schuljahr 1952/53 am 6. Oktober stattfinden konnte. Costa Silva entwarf einen 9201 Quadratmeter großen Gebäudekomplex auf einer Fläche von 55.000 Quadratmetern bestehend aus zwölf Teilen, davon sind neun drei- und drei zweistöckig. Aufgrund der ganzjährig hohen Temperaturen plante er den Komplex mit zahlreichen Außengängen, alle Klassenräume sind bis heute mittels überdachter, zur Seite offenen Gängen erreichbar. Damit war eine konstante Durchlüftung gewährleistet. Neben den Klassenräumen sind auch eine Aula, ein Schwimmbad, zwei Sportplätze Teil des Komplexes. Zur Eröffnung erhielt die Schule, da sie sowohl eine Jungen- wie Mädchenschule umfasste, zwei Namen: Liceu Salazar (für die Jungenschule) und Liceu D. Ana Costa de Portugal (für die Mädchenschule).
Nach dem Rücktritt Salazars als Ministerpräsident Portugals erhielt die Schule 1968 einen neuen Namen. In Gedenken des Gründungstages der Ersten Republik trug sie fortan den Namen Liceu 5 de Outubro (Lyzeum 5. Oktober).

### Neues Land, neuer Name
Mit der Unabhängigkeit Mosambiks von Portugal im Jahre 1975 erhielt die Schule 1976 erneut einen Namen, behielt jedoch auch weiterhin ihre Funktion als Sekundarschule. Seitdem trägt sie den Namen der FRELIMO-Widerstandskämpferin und Feministin Josina Machel. 1995/96 wurde die Schule aus Mitteln der Weltbank mit einer Million US-Dollar saniert.
Bis heute gilt die Schule als eine der bestausgestattetsten staatlichen Schulen Mosambiks. Dennoch sind in letzter Zeit Drogen- und Sicherheitsprobleme an der Schule präsent. Aufgrund der geringen Distanz zum Präsidentenpalast (Palácio da Ponta Vermelha) ist die Schule auch regelmäßig Wahllokal für den amtierenden Staatspräsidenten.
2011 besuchten 7874 Schülerinnen und Schüler die Einrichtung, davon waren mehr als die Hälfte (3990) Mädchen und Frauen. An der Schule wird in drei Durchgängen (vormittags, nachmittags, abends) unterrichtet.

## Bekannte Absolventen
- Joaquim Chissano,[5] Präsident Mosambiks (1986–2005), erster schwarzer Schüler der Schule
- Eusébio,[10] Fußballspieler